# دوروتیا اودواروش
دوروتیا اودواروش (مجاری: Dorottya Udvaros؛ زادهٔ ۴ اوت ۱۹۵۴) بازیگر اهل مجارستان است.

از فیلم‌ها یا برنامه‌های تلویزیونی که وی در آن نقش داشته‌است، می‌توان به سرهنگ ردل، ملاقات با ونوس و کرکس اشاره کرد.